# Hannah Ocuish
Hannah Ocuish (Connecticut, maart 1774 — New London, 20 december 1786) was een Inheems Amerikaanse behorende tot de Pequot, die als jongste persoon in de Amerikaanse geschiedenis ter dood is veroordeeld en dientengevolge ook is geëxecuteerd. Haar executie is de laatst gedocumenteerde van een vrouw in de staat Connecticut.

## Biografie
Ocuish was een Inheemse Amerikaanse, behorende tot de Pequot. Ze was een onwettig kind, dat niet door een vader werd erkend en waarvan ook geen vader bekend was. Volgens sommige bronnen was ze van gemengde oorsprong. Haar moeder was alcoholiste, wat misschien heeft bijgedragen aan haar verstandelijke beperking. Ocuish stond bekend als een recidive dievegge en als een leugenares.

### Moord
Ocuish zou de 6-jarige Eunice Bolles, vijf maanden daarvoor op 21 juli 1786 in de ochtend, hebben vermoord nadat ze samen ruzie hadden gekregen. Bolles behoorde tot een prominente familie in New London. Haar schedel was gebroken, ze had blauwe plekken op haar armen en gezicht, en er waren sporen van wurging terug te vinden op het lichaam.

### Vervolging
Tijdens de zoektocht naar de moordenaar van Bolles, werd ook Ocuish ondervraagd. Ze verklaarde vier jongens te hebben gezien nabij de plaats delict eerder die dag. De autoriteiten vonden hiervoor echter geen bewijzen. Ocuish werd hiermee geconfronteerd en werd zelf verdacht, maar ze ontkende in eerste instantie de aantijgingen. Ze werd vervolgens meegenomen naar het lichaam van Bolles. Aldaar is ze volgens de verslagen gebroken en heeft ze al huilende de moord bekend. Vanwege haar mentale toestand waren er twijfels of Ocuish wel in staat zou zijn om terecht te kunnen staan. De rechter zou ervoor hebben gekozen om de zaak toch door te zetten om zo een voorbeeld af te geven aan de gemeenschap en veroordeelde haar tot de doodstraf.

### Executie
Op 20 december 1786 werd Ocuish - die op dat moment slechts twaalf jaar oud was - opgehangen. Ze ligt begraven op de begraafplaats Ledyard Center Cemetery in Ledyard, Connecticut.